# Karim Demonceaux
Karim Demonceaux (Saint Quentin, 27 maart 1986) is een voetballer van Franse afkomst. Tegenwoordig is hij middenvelder bij KSK Ronse.